# サンマークスだいにち

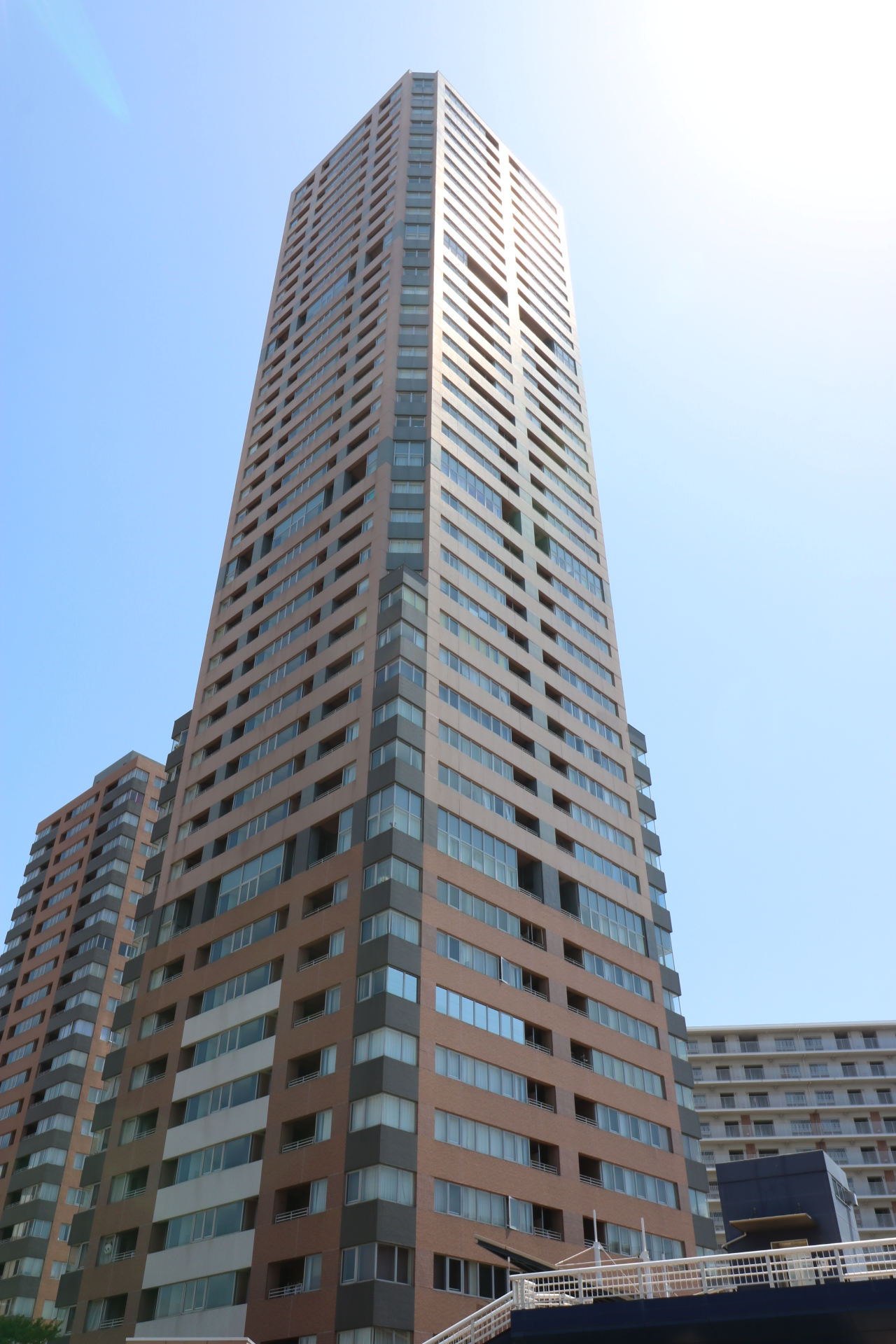
A棟：ジアスタワーレジデンス

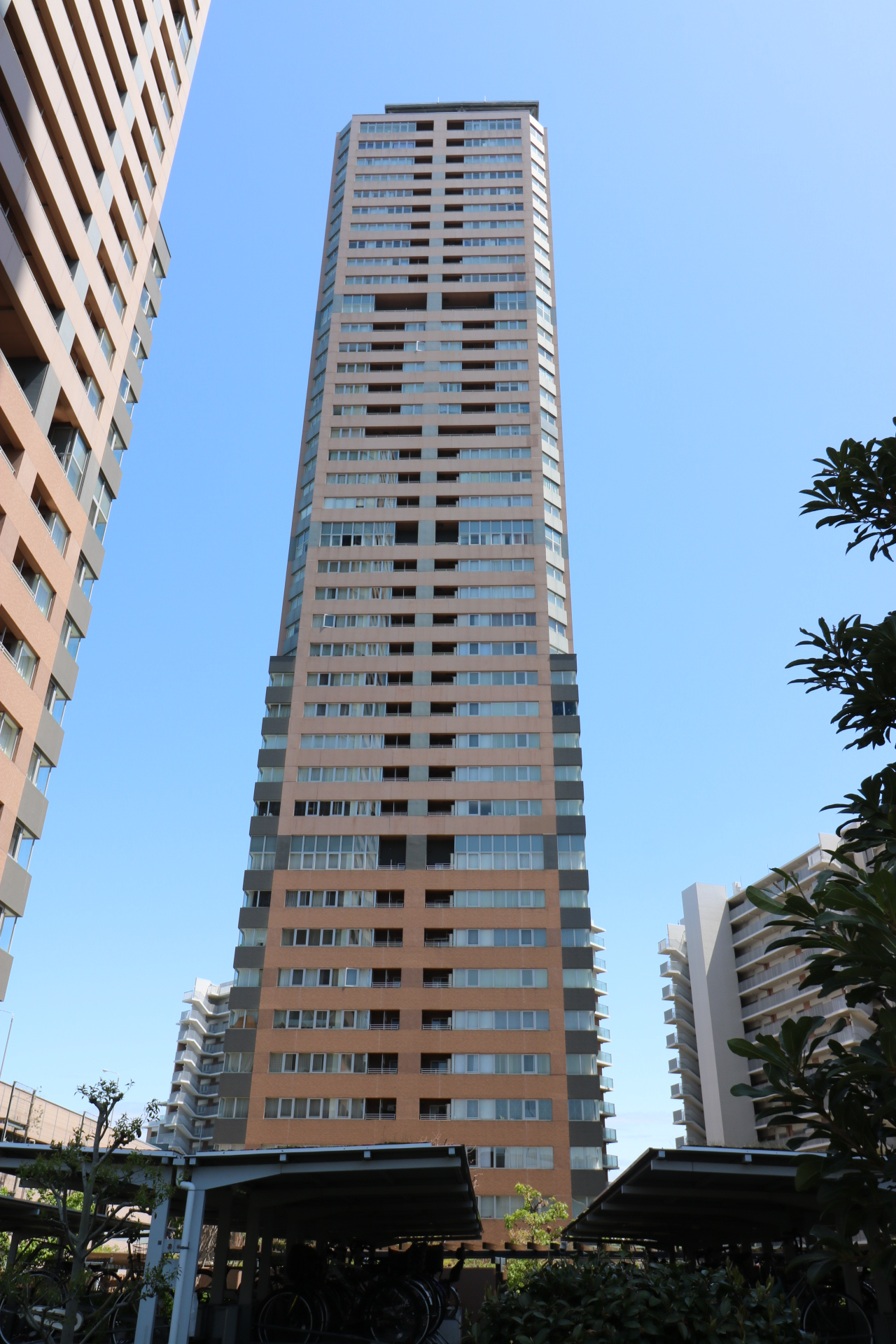
D棟：ルナタワーレジデンス

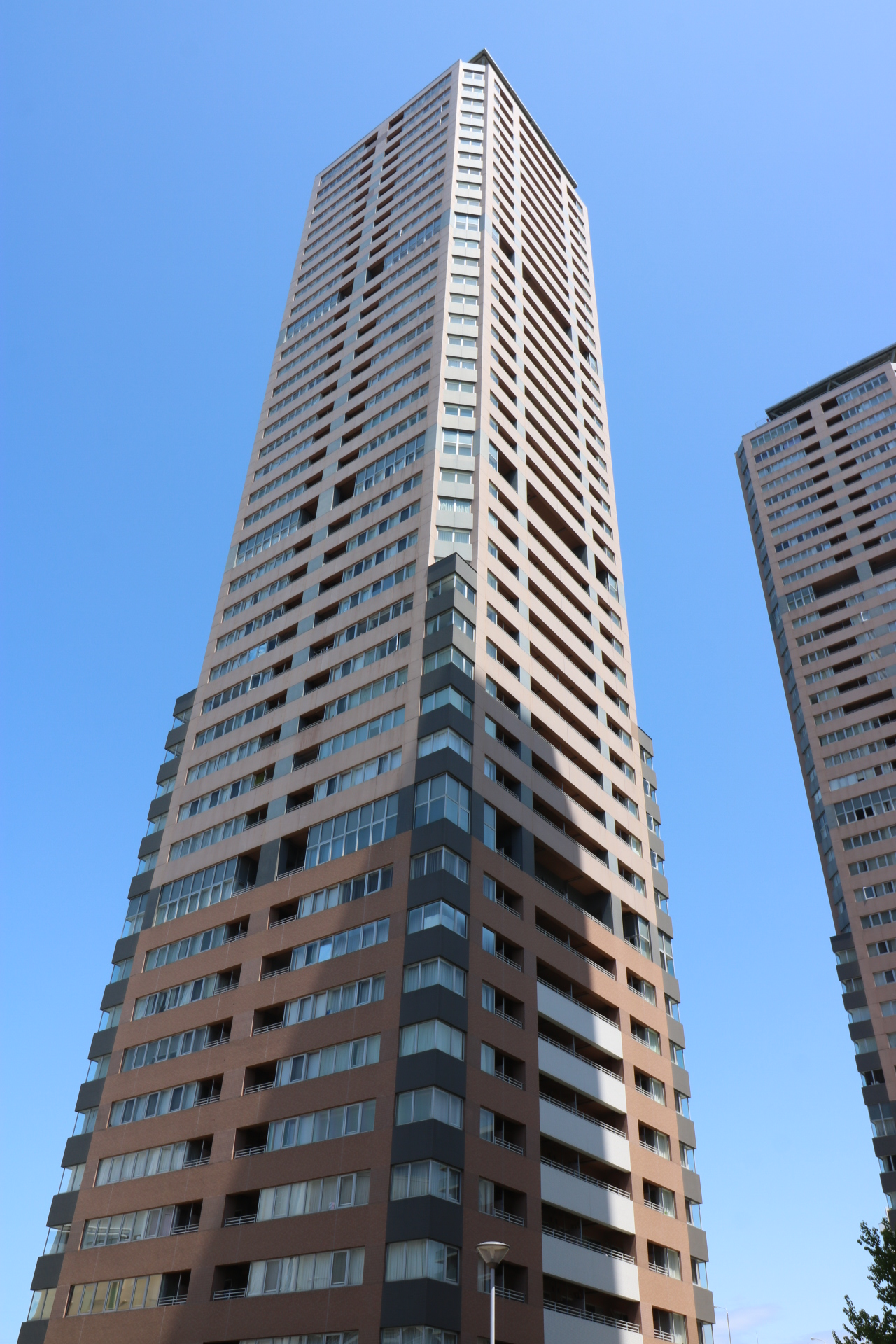
G棟：サンタワーレジデンス

サンマークスだいにちは、大阪府守口市に位置する集合住宅（マンション）団地。

## 概要
1,163戸、タワー棟（超高層マンション）4棟（A棟、B棟、G棟、D棟、G棟）と板状棟3棟（C棟、E棟、F棟）の合計7棟の分譲マンションで構成される。
A棟ジアスタワーレジデンス、D棟ルナタワーレジデンス、G棟サンタワーレジデンスはいずれも40階建て、高さ134.6mで、守口市内で一番高い建物である。
三洋電機淀川事業所（大日工場）跡地に、イオンモール大日とともに再開発された。東部大阪都市計画地区計画 大日東町地区地区計画（当初決定：2002年（平成14年）12月10日）の区域内うち「居住系地区」に位置する。
概要
- 所在地 - 大阪府守口市大日東町
- 敷地面積 - 31,187.21㎡[3]
- 延床面積 - 139,062.35㎡
- 事業主 - 三洋ホームズ、東急不動産、大和システム
- 設計 - 竹中工務店
- 施工 - 竹中工務店、大林組、錢高組JV
- 工期 - 2005年10月～2009年2月

施設構成
- A棟 - ジアスタワーレジデンス（2008年1月竣工、40階建、212戸）
- B棟 - エアタワーレジデンス（2007年7月竣工、23階建、107戸）
- C棟 - フォレストコート（2007年2月竣工、15階建、146戸）
- D棟 - ルナタワーレジデンス（2008年6月竣工、40階建、227戸）
- E棟 - ブリーズコート（2008年1月竣工、15階建、103戸）
- F棟 - フラワーコート（2008年5月竣工、15階建、153戸）
- G棟 - サンタワーレジデンス（2009年1月竣工、40階建、215戸）

追加の開発
同じ街区（スーパーブロック）、すなわち地区計画の「居住系地区」のうち、北側の一部分は未開発であったが、サンヨーホームズによりシニア向け分譲マンション「サンミット大日」（2022年2月竣工、12階建て、159戸）が開発された。
なお、「サンマークス大日ステーションレジデンス」（2014年竣工、20階建て、296戸）は、同じ街区内ではなく、地区計画の「商業・業務系地区Ⅲ」街区内に位置しており、「サンマークだいにち」のエリア外である。

## 交通
- 大日駅
  - Osaka Metro谷町線
  - 大阪モノレール本線